# Ахаміль-де-Камерос
Ахаміль-де-Камерос (ісп. Ajamil de Cameros) — муніципалітет в Іспанії, у складі автономної спільноти Ла-Ріоха. Населення — 62 осіб (2009).
Муніципалітет розташований на відстані близько 220 км на північний схід від Мадрида, 33 км на південь від Логроньйо.

## Демографія
Динаміка населення (INE ):

## Галерея зображень

Розташування муніципалітету
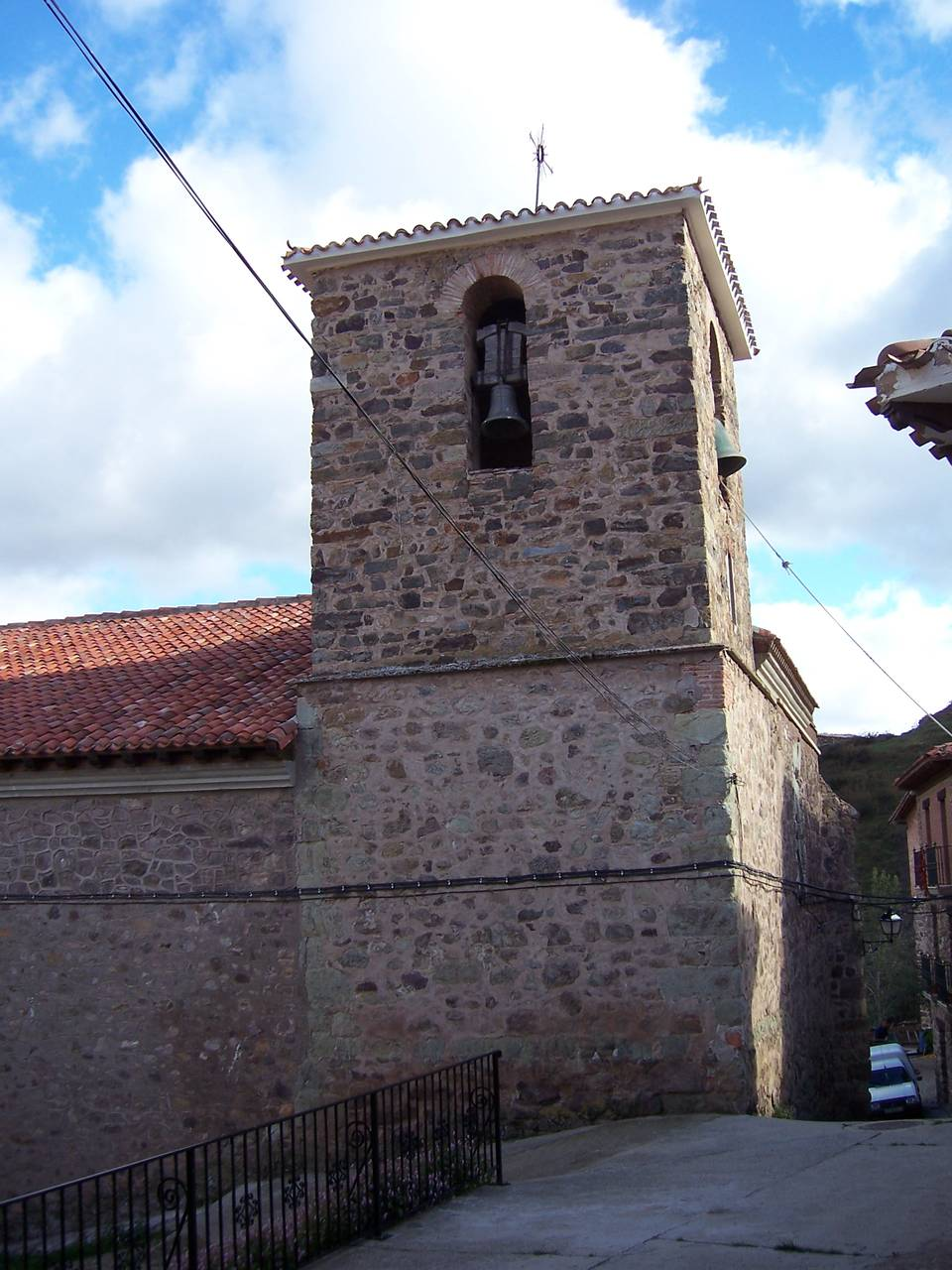
Парафіяльна церква Успіння